# Вихар, Юдит

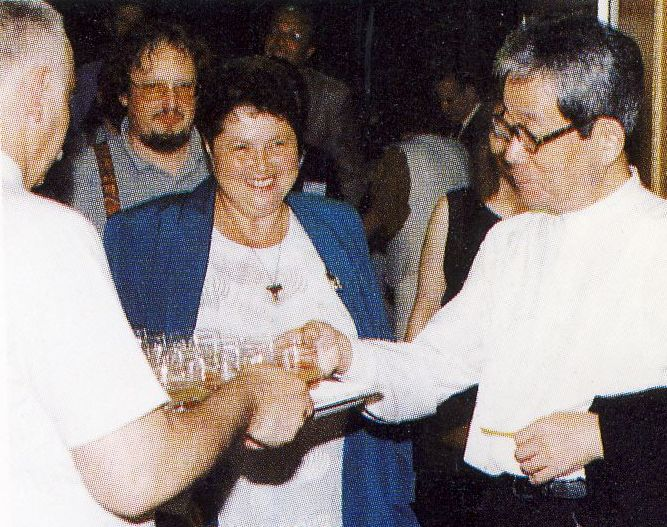
Кендзабуро Оэ и его переводчица Юдит Вихар в Будапеште в 1997 году

Юдит Вихар (венг. Vihar Judit, род. 28 августа 1944, Будапешт) — венгерский историк литературы, ученая-японистка, преподаватель русского языка и литературы, переводчица, поэтесса-хайдзин, профессор литературоведения, дочь поэтa Белa Вихарa.

## Биография
Юдит Вихар родилась в Будапеште, в семье известного поэта Белы Вихара. В 1968 году oкончила филологический факультет университета имени Лоранда Этвeша по специальности «Венгерский, русский и японский языки». Преподавала русский язык, в 1989—2004 гг. руководила кафедрой русского языка и литературы в университете им. Лоранда Этвеша, с 1994 г. преподавала японский язык и художественный перевод в университете им. Гашпара Кароли в Будапеште.
Переводила поэзию хайку, в 1996 году в Венгрии под её редакцией был издан сборник стихотворений Басё. В 2000 году основала хайку-клуб при обществе Венгерско-японской дружбы. В 2022 году вышел трехтомник собственных хайку и переводов Юдит Вихар «Örömutazás» («Путешествие радости»).
Перевела на венгерский язык прозу Кэндзабуро Оэ и Рюноскэ Акутагавы. Участвовала в создании Большого Японско-венгерского словаря. Руководила Обществом венгерско-японской дружбы.

## Награды
- Pro Universitate — премия Будапештского университета (2000)
- 1 место на конкурсе хайку World Haiku Review (2001)
- 1 место на Всемирном конкурсе хайку на английском языке (2002)
- Орден Восходящего солнца, 3 степень — знак ордена на шейной ленте (2009)
- Премия Министерства иностранных дел Японии (2016)
- Премия Яна Паннония за художественные переводы (2019)